# 马塞兰·贝特洛广场

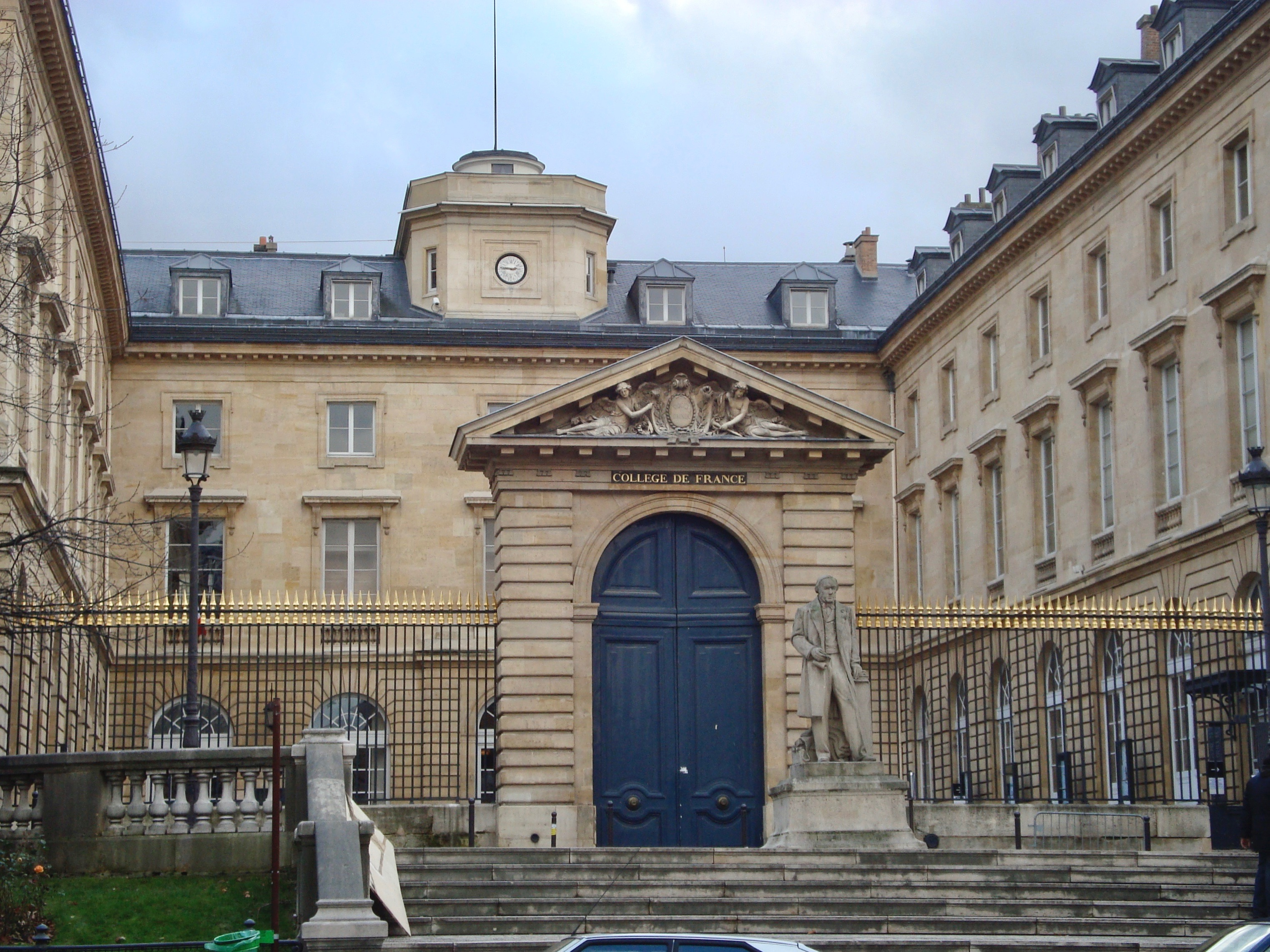

马塞兰·贝特洛广场（Place Marcelin-Berthelot）是巴黎第五区的一个广场，位于法兰西公学院（Collège de France）前。长120米，宽20米。Rue Jean-de-Beauvais、学校路（rue des Écoles）和圣雅克路（Rue Saint-Jacques）交汇于此。

## 交通
广场附近的地铁站是莫贝-医保互助会站（10号线）。

## 名称
广场得名于化学家马塞兰·贝特洛 (1827-1907)。

## 历史
广场开辟于学校路改建期间，1715年命名为康布雷路（Place Cambray），因为康布雷主教府和布雷学院（collège de Cambrai）设于此处。1877年改名为法兰西公学院广场（place du Collège-de-France）。1907 年 4 月 19 日改为现名。

## 建筑
马塞兰·贝特洛广场11号是法兰西公学院的正门。这里有奥古斯特-马里埃特-帕查广场（square Auguste-Mariette-Pacha），那里有比埃尔·德·龙沙的雕像（对着让-德-博瓦瓦路，rue Jean-de-Beauvais),还有米歇尔·福柯广场（square Michel-Foucault），拥有但丁的雕像（对着圣雅克路）。广场中央有一尊克洛德·贝尔纳的雕像（学校路对面），对面是1847年至1878年，他工作的生理学实验室。

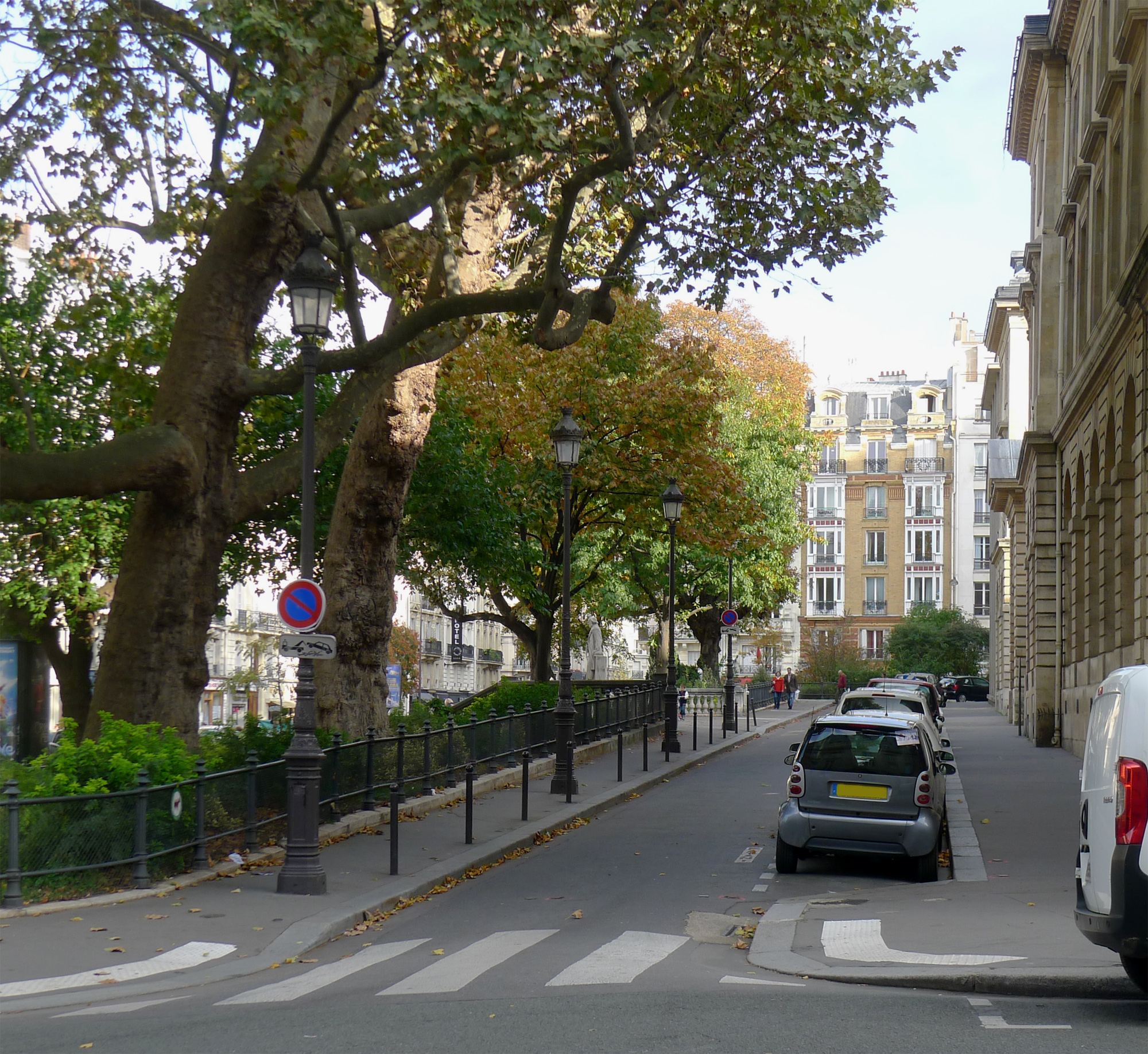
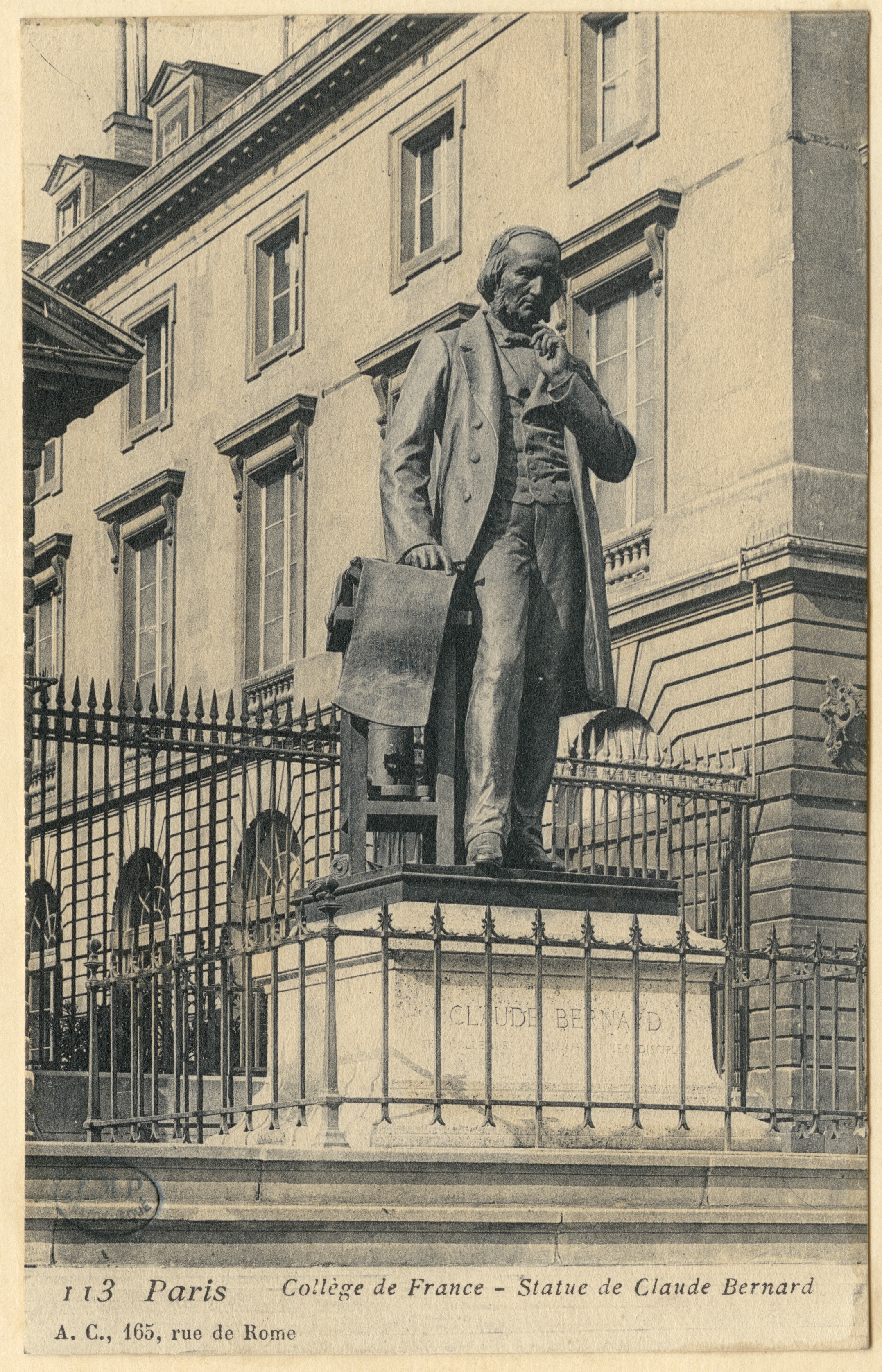
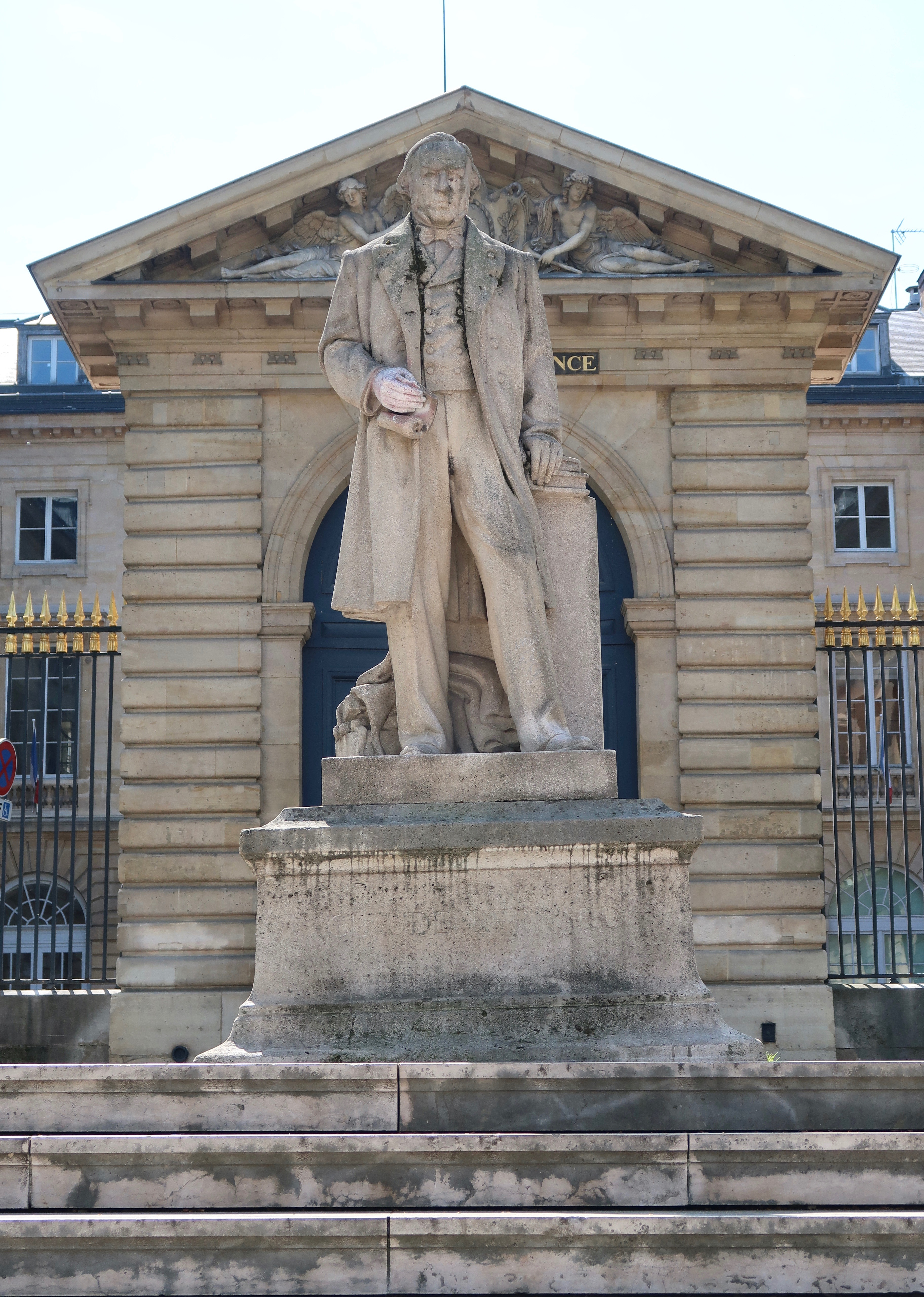
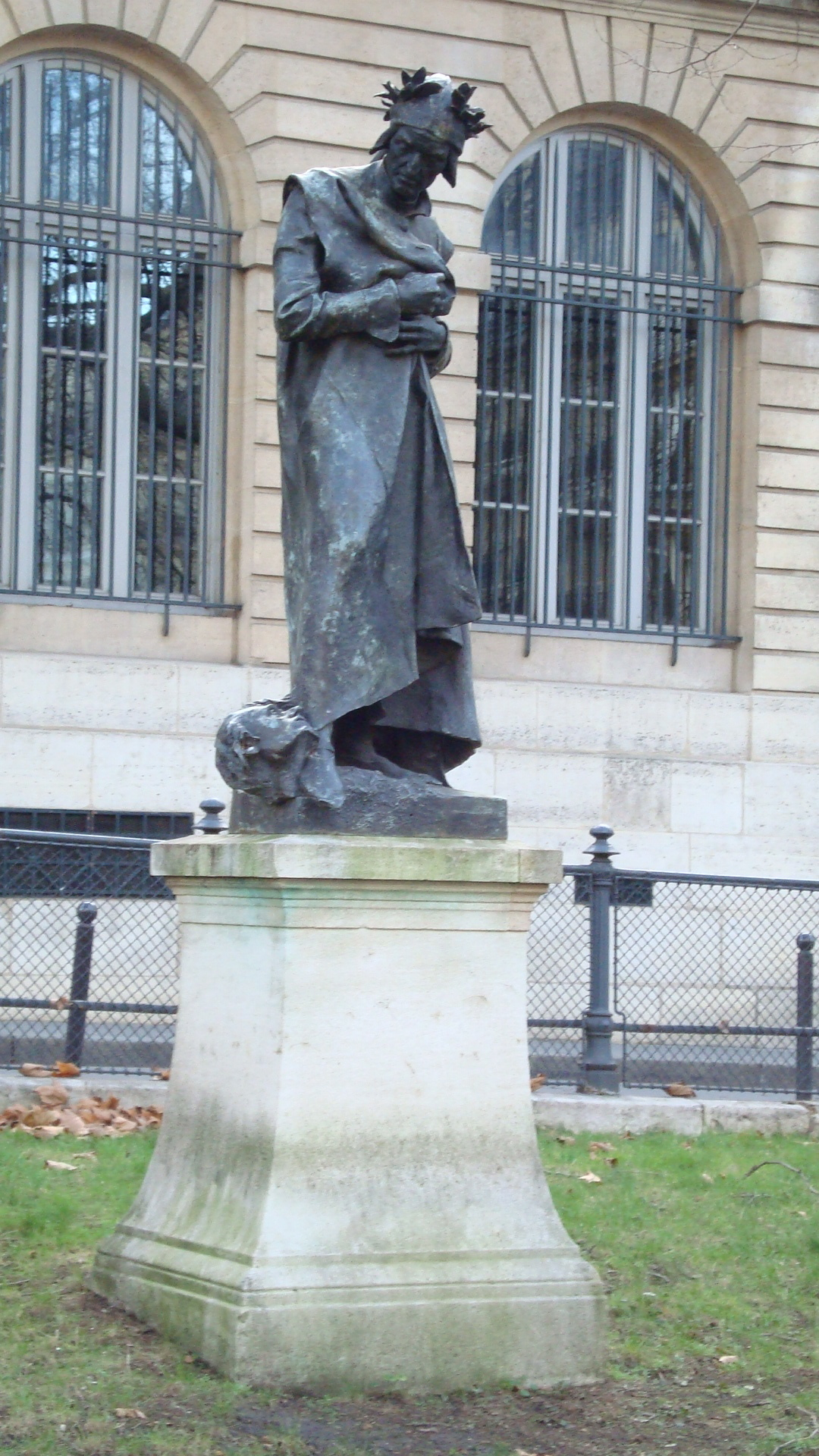
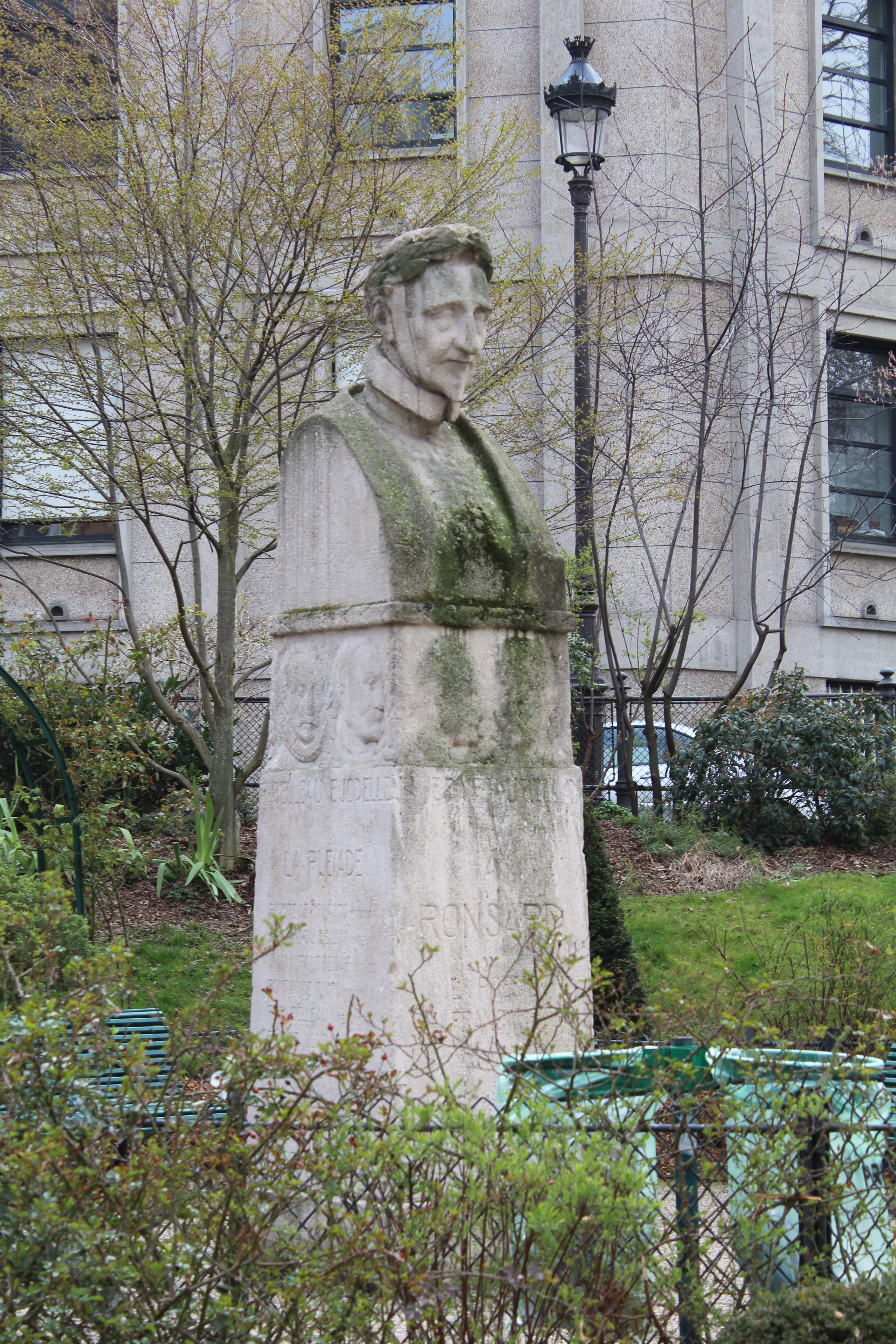
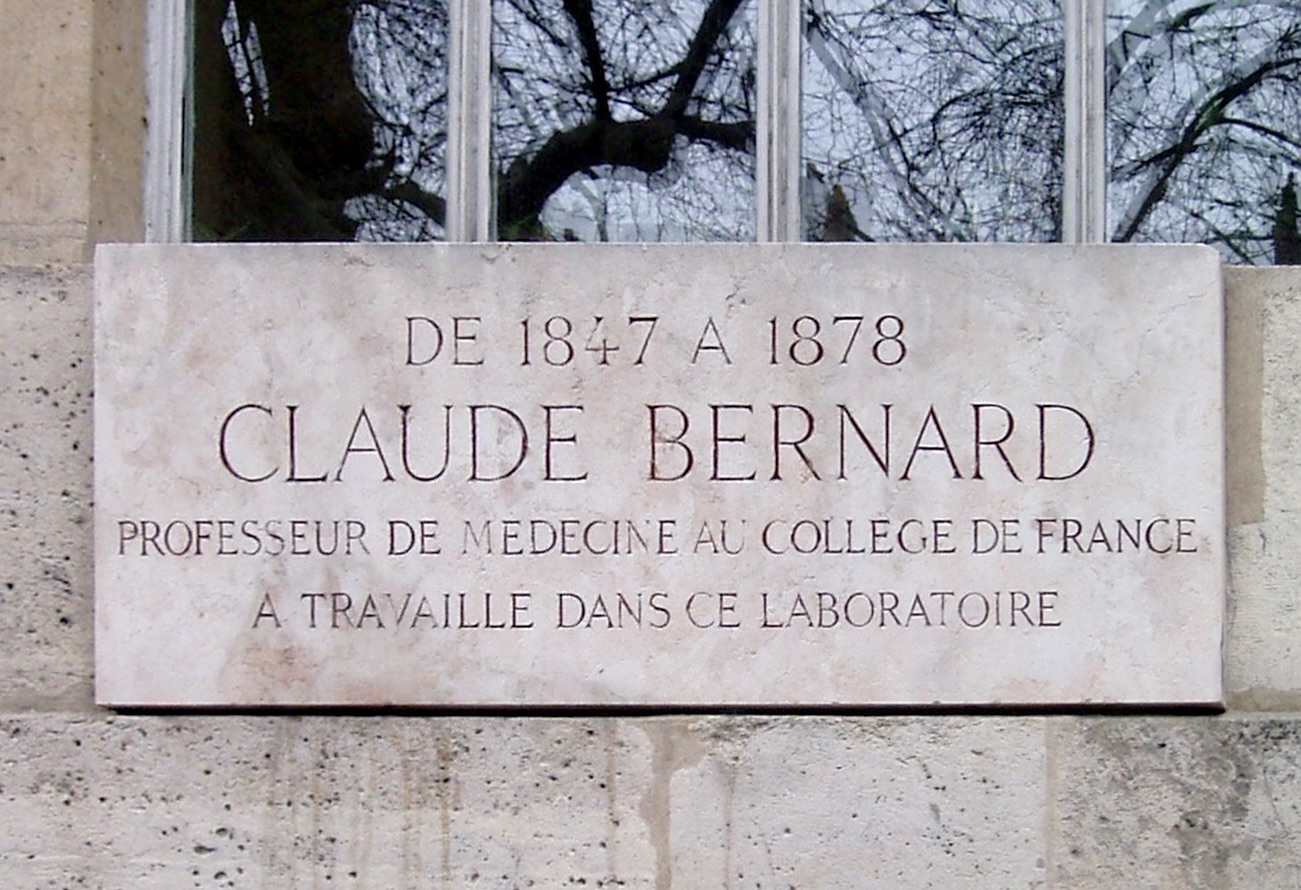